# Holzgau
Holzgau é um município da Áustria, situado no distrito de Reutte, no estado do Tirol. Tem 35,98 km² de área e sua população em 2019 foi estimada em 404 habitantes.